# Кастел ди Ноко (Пиза)
Кастел ди Ноко је насеље у Италији у округу Пиза, региону Тоскана.
Према процени из 2011. у насељу је живело 109 становника. Насеље се налази на надморској висини од 124 м.